# スタディオン・デ・フーセルト
スタディオン・デ・フーセルト（Stadion de Geusselt）は、オランダ・リンブルフ州マーストリヒトにあるサッカー専用スタジアム。MVVマーストリヒトがホームスタジアムとして使用している。

## 概要
1961年1月15日、MVVマーストリヒトがそれまで使用していたスタディオン・デ・ボッシュポールトの後継となるスタジアムとして開場し、MVVマーストリヒト対ヴィレムIIの親善試合でこけら落としとなった。
1980年代には30,000人収容の全天候型スタジアムの新築を試みたがものの、自治体からの許可が降りなかったため、1986年から1987年の2年間と2000年から2001年の2度の改修を経て現在のスタジアムの姿へと変わった。

## ギャラリー

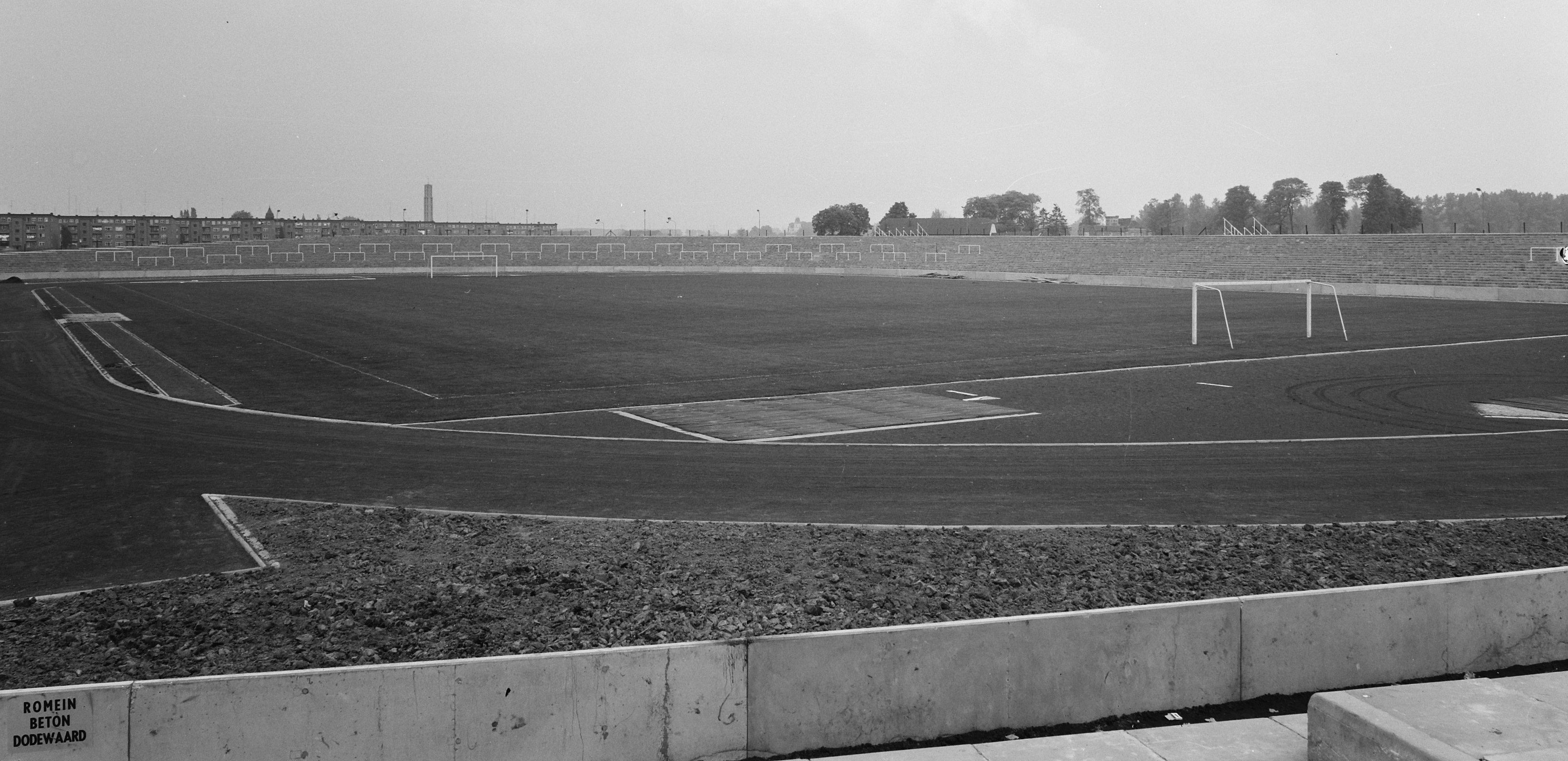
開場当時のスタジアム
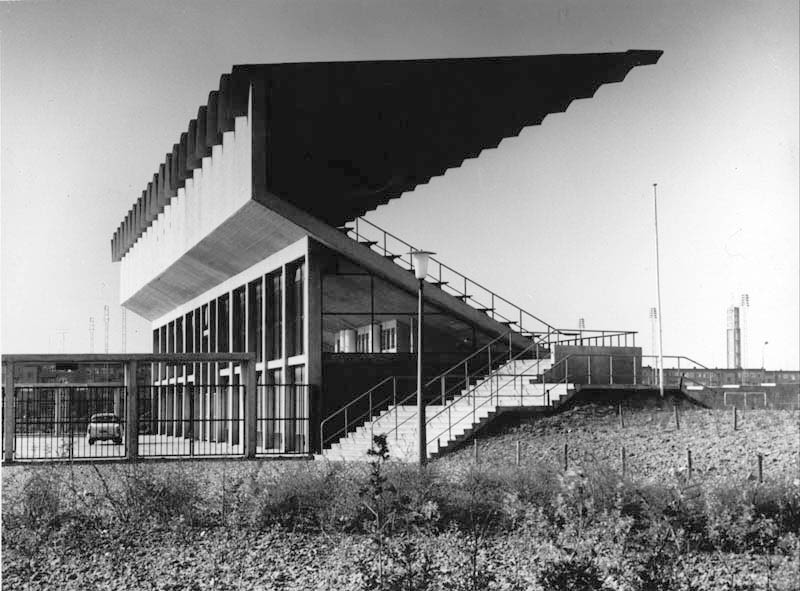
1965年の北スタンド
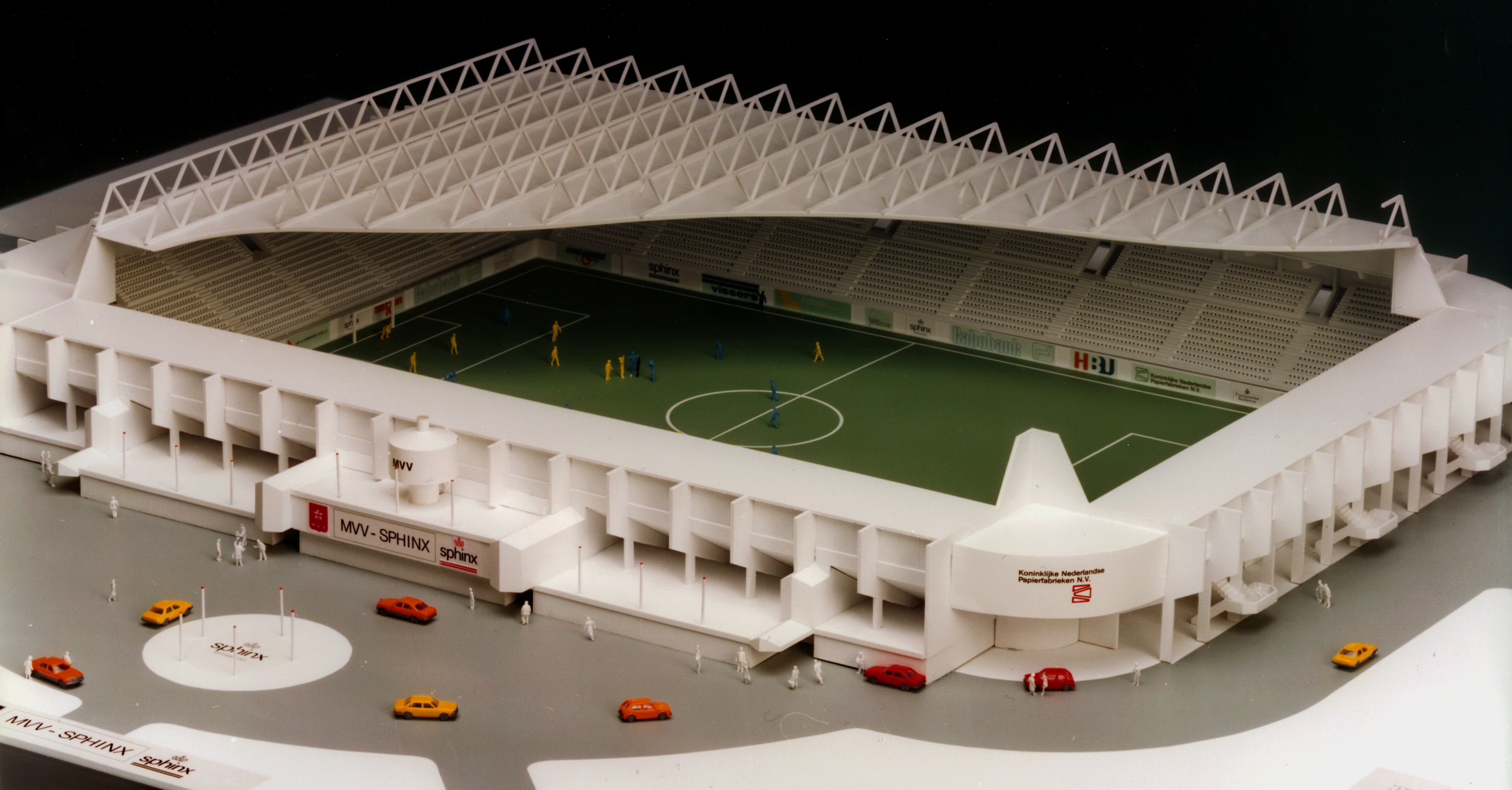
1980年代に計画されていた全天候型スタジアム
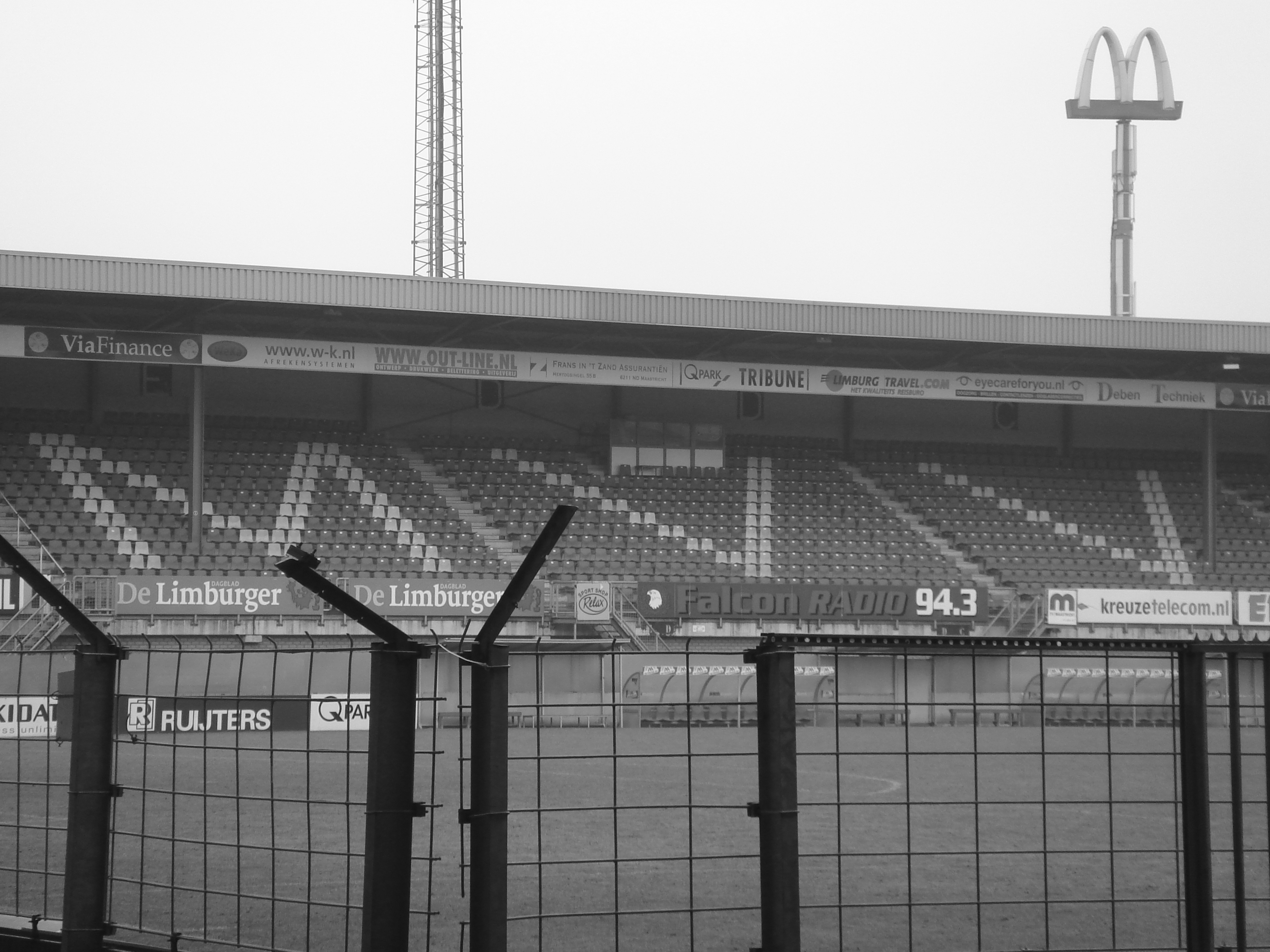
スタジアム内観（2009年）
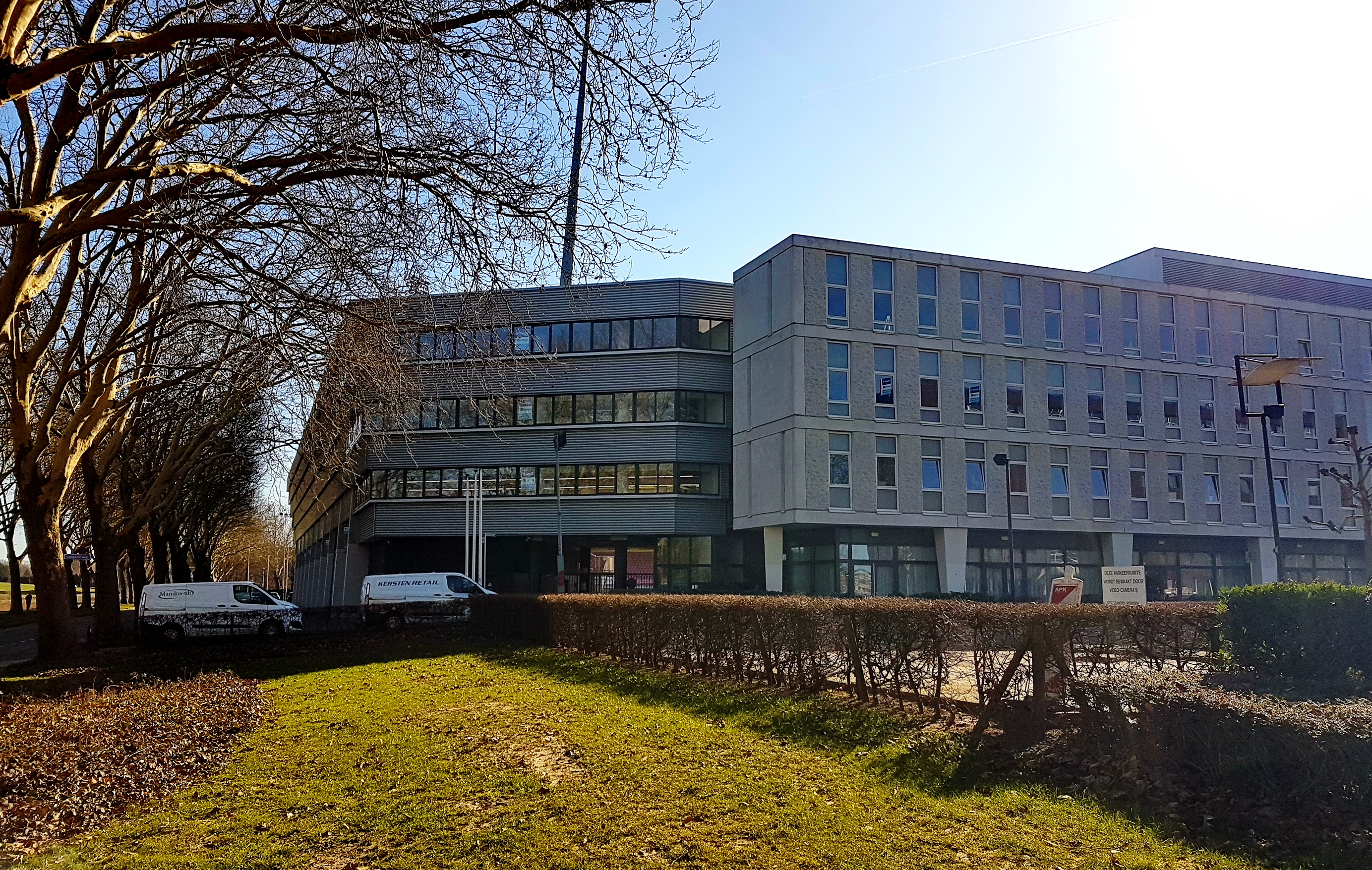
北スタンド外観（2019年）